# Parker (Dakota Południowa)
Parker – miasto w Stanach Zjednoczonych, w stanie Dakota Południowa, siedziba administracyjna hrabstwa Turner.